# Fredericksburg (Texas)
Fredericksburg (deutsch: Friedrichsburg) ist eine Stadt im Gillespie County des US-Bundesstaats Texas und Kreisstadt des Gillespie Countys. Das U.S. Census Bureau hat bei der Volkszählung 2020 eine Einwohnerzahl von 10.875 ermittelt.

## Geographie
Fredericksburg, Hauptort des Weinbaugebiets Fredericksburg in the Texas Hill Country AVA, hat eine Gesamtfläche von 17,2 km².

## Geschichte

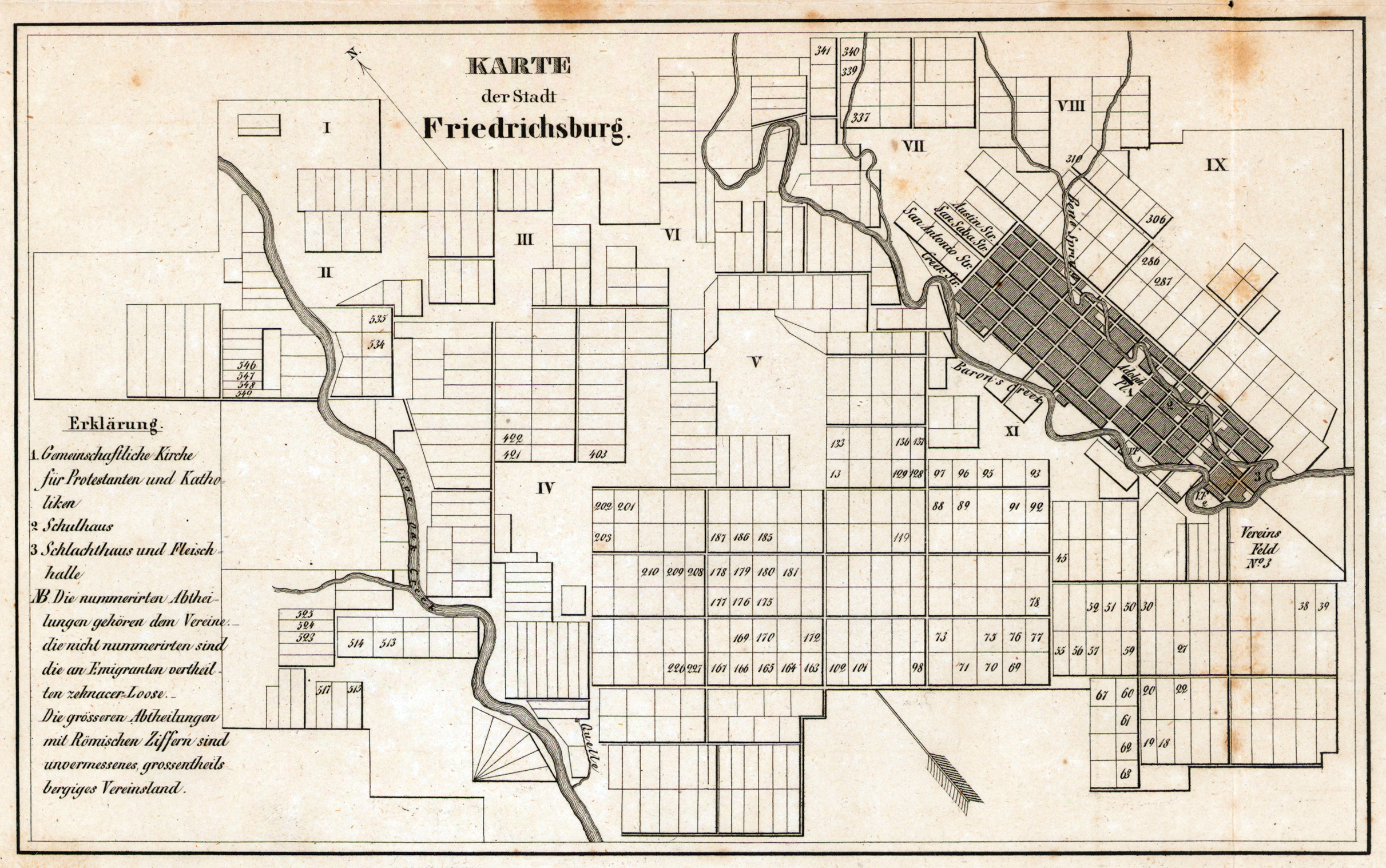
Karte der Stadt Friedrichsburg, 1851

Fredericksburg (Friedrichsburg) wurde 1846 von dem aus Dillenburg (Lahn-Dill-Kreis) stammenden Otfried Hans Freiherr von Meusebach gegründet und zu Ehren des Prinzen Friedrich von Preußen (1794–1863) benannt. Meusebach, der New Braunfels im August 1845 verlassen hatte, war neuer Generalkommissar des „Vereins zum Schutze deutscher Einwanderer in Texas“, auch als „Mainzer Adelsverein“ bekannt, Prinz Friedrich war hier Mitglied. Freiherr von Meusebach war Nachfolger von Carl Prinz zu Solms-Braunfels, dem Gründer von New Braunfels (1845) im Comal County. Meusebach verzichtete auf seinen Adelstitel und wurde in Texas schlicht als John O. Meusebach bekannt. Die Stadt wurde in den nächsten Jahren von größtenteils liberalen und gebildeten Deutschen aus dem Westerwald besiedelt, die vor der Unterdrückung in Deutschland vor und nach der 1848er-Revolution und den Folgen der Industriellen Revolution flohen. Der erste Siedler-Treck von 120 Personen erreichte Fredericksburg nach 16-tägiger Reise am 8. Mai 1846.
Die deutschen Bürger von Fredericksburg haben den einzigen bis heute gehaltenen und nie gebrochenen Vertrag mit Indianern vom Stamm der Comanchen dieser Gegend geschlossen. Seit dem Founder’s Day im Mai 1996, wurde am 2. Wochenende im Mai die Unterzeichnung des Friedensvertrags am 9. Mai 1847 zwischen den Nachkommen der deutschen Siedler und den Comanchen mit einem Powwow gefeiert.
Anders als der Staat Texas lehnten sie das Halten von Sklaven ab. Deshalb weigerten sich viele Einwohner, während des Sezessionskrieges in der Armee der Südstaaten zu dienen. Sie mussten sich im Umland verstecken oder ins neutrale Mexiko fliehen. Die texanischen Behörden (Texasranger) jagten sie, sperrten sie in Gefängnisse oder töteten sie auf der Flucht. Im Jahr 1877 wurde die deutschsprachige Zeitung Fredericksburg Wochenblatt erstmals herausgegeben.
Am 17. November 1913 kam der erste Zug der San Antonio, Fredericksburg and Northern Railway in Fredericksburg an. Die einzige von dieser Gesellschaft errichtete und betriebene Bahnstrecke zwischen Fredericksburg und einem Bahnhof namens Fredericksburg Junction bei Comfort, wo Anschluss nach San Antonio bestand, war jedoch nie besonders profitabel. Das 1917 neu als Fredericksburg and Northern Railroad organisierte Unternehmen beantragte im Februar 1942 die Stilllegung und setzte diese nach Genehmigung der Interstate Commerce Commission im Mai 1942 um.
Seit 1930 wuchs die Bevölkerung von Fredericksburg stetig, 1940 lebten hier 3.544, 1950 3.847, 1960 4.629, 1970 5.326 und 1980 6.412 Einwohner.
Fredericksburg ist auch der Geburtsort von Chester W. Nimitz, der, später zum Admiral befördert, als Kommandant eine Rolle im Zweiten Weltkrieg - Pazifikraum spielte. Das Hotel, das seinem deutschen Großvater gehörte, wurde in das National Museum of the Pacific War umgebaut.
Herman Lehmann, ein Kind deutscher Einwanderer, wurde ebenfalls in Fredricksburg geboren. Er wurde im Alter von zehn Jahren von Indianern geraubt und lebte anschließend bei den Apachen, später bei den Comanche. Das Phänomen eines weißen Jungen, der von Indianern aufgezogen wurde, machte ihn zu einer Berühmtheit in den Vereinigten Staaten.
Die Einwohner der Stadt sind bemerkenswert stolz auf ihre deutsche Abstammung. Viele Straßen, Restaurants, Hotels und Geschäfte haben deutsche Namen und bieten typisch deutsches Essen an, alljährlich wird das Oktoberfest gefeiert.

Die dort noch lebenden Deutschamerikaner sprechen teilweise Texasdeutsch.

## Demografische Daten
Fredericksburg hat 8.911 Einwohner, die sich auf 3.784 Haushalte und 2.433 Familien verteilen. Die Bevölkerungsdichte beträgt 518,2/km². 93,08 % der Bevölkerung sind Weiß, davon sind 17 % Hispanos oder Latinos. 0,27 % sind Afroamerikaner, 0,27 % Ureinwohner, 0,19 % Asiatisch, 0,04 % Pazifischer Herkunft, 5,09 % gehören zu einer anderen Bevölkerungsgruppe und 1,05 % gehören zwei oder mehr Bevölkerungsgruppen an. In 23,9 % der 3.784 Haushalte leben Kinder, die das 18. Lebensjahr noch nicht erreicht haben. 53,2 % sind verheiratet. Die durchschnittliche Haushaltsgröße ist 2,24 und die durchschnittliche Familiengröße ist 2,82. 20,3 % der Einwohner sind unter 18 Jahre alt, 6,0 % sind zwischen 18 und 24, 20,8 % zwischen 25 und 44, 22,6 % zwischen 45 und 64 und 30,3 % sind älter als 65. Das Durchschnittsalter beträgt 47 Jahre. Auf 100 Frauen (auch unter 18) kommen 81,4 Männer. Auf 100 Frauen über 18 kommen 78,2 Männer über 18. Das Durchschnittseinkommen pro Haushalt ist 32.276 US$ und das pro Familie ist 43.670 $. Männer haben ein Durchschnittseinkommen von 25.878 $ – Frauen eines von 22.171 $. 11,9 % der Bewohner und 7,5 % der Familien leben unter der Armutsgrenze.

Das Gillespie County mit den Gemeinden Fredericksburg, Harper, Stonewall und Luckenbach weist einen deutschsprachigen Anteil von 2270 Einwohnern oder 11,51 % an der gesamten Einwohnerzahl des Countys auf.

## Kommunale Partnerschaften

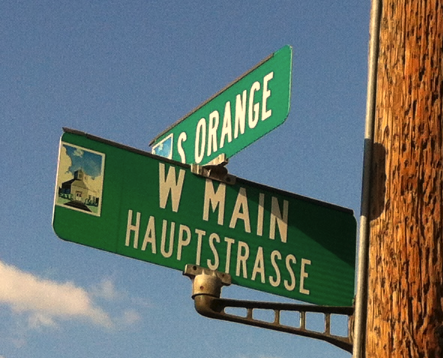

- Montabaur in Deutschland

## Persönlichkeiten
- Chester W. Nimitz (1885–1966) war während des Zweiten Weltkriegs Flottenadmiral der US-Marine und Oberbefehlshaber über die alliierte Marine im Pazifikkrieg. Um ihn zu ehren, wurde in Fredericksburg das National Museum of the Pacific War eingerichtet; dort befindet sich das Geschenk der japanischen Generalität an das amerikanische Volk, eine Kopie von Admiral Tōgōs Garten als Japanese Garden of Peace im Nimitz-Museum (Japan. Garten d. Friedens).
- Frank Van der Stucken (1858–1929), Komponist und Dirigent
- Charles Callan Tansill (1890–1964), Historiker
- Mary Elaine Gentemann (1909–2008), Komponistin und Kirchenmusikerin
- Joseph Edward Strickland (* 1958), emer. Bischof von Tyler
- Adam Clark Curry (* 1964), Radiomoderator, MTV (Music Television) Moderator, Podfather (Erfinder des Podcast), v4v (value for value) Förderer, Host diverser Podcasts (noagendashow.net).

## Filme
- „Der Preis der Freiheit“ (Dokumentation in der Reihe „Deutsche in Amerika“, Regisseur Fritz Baumann, 2006)
- „In einem wilden Land“ (Handlungsspielfilm über die Entstehung der Siedlung, Deutschland 2013)

## Luckenbach, Texas
Nur sechs Meilen südlich von Fredericksburg liegt Luckenbach (drei Einwohner), das mit Waylon Jennings Countrysong Luckenbach, Texas (Back to the Basics of Love) vom April 1977 bekannt wurde. Der Ort wurde 1849 von Jakob Luckenbach gegründet, den damaligen General Store gibt es noch heute.